# Texananus graphicus
Texananus graphicus är en insektsart som beskrevs av Ball 1900. Texananus graphicus ingår i släktet Texananus och familjen dvärgstritar. Inga underarter finns listade i Catalogue of Life.